# Bians-les-Usiers
Bians-les-Usiers és un municipi francès situat al departament del Doubs i a la regió de Borgonya - Franc Comtat. L'any 2007 tenia 542 habitants.

## Demografia

### Població
El 2007 la població de fet de Bians-les-Usiers era de 542 persones. Hi havia 218 famílies de les quals 60 eren unipersonals (49 homes vivint sols i 11 dones vivint soles), 64 parelles sense fills, 83 parelles amb fills i 11 famílies monoparentals amb fills.
La població ha evolucionat segons el següent gràfic:
Habitants censats

### Habitatges
El 2007 hi havia 280 habitatges, 223 eren l'habitatge principal de la família, 15 eren segones residències i 42 estaven desocupats. 201 eren cases i 79 eren apartaments. Dels 223 habitatges principals, 182 estaven ocupats pels seus propietaris, 39 estaven llogats i ocupats pels llogaters i 3 estaven cedits a títol gratuït; 8 tenien una cambra, 9 en tenien dues, 21 en tenien tres, 39 en tenien quatre i 146 en tenien cinc o més. 182 habitatges disposaven pel capbaix d'una plaça de pàrquing. A 102 habitatges hi havia un automòbil i a 109 n'hi havia dos o més.

### Piràmide de població
La piràmide de població per edats i sexe el 2009 era:
| Homes | Edats   | Dones |
| ----- | ------- | ----- |
| 0     | 95 o +  | 0     |
| 0     | 90 a 94 | 4     |
| 4     | 85 a 89 | 8     |
| 0     | 80 a 84 | 4     |
| 8     | 75 a 79 | 8     |
| 8     | 70 a 74 | 4     |
| 12    | 65 a 69 | 8     |
| 4     | 60 a 64 | 12    |
| 16    | 55 a 59 | 12    |
| 16    | 50 a 54 | 20    |
| 12    | 45 a 49 | 8     |
| 24    | 40 a 44 | 28    |
| 16    | 35 a 39 | 20    |
| 20    | 30 a 34 | 24    |
| 24    | 25 a 29 | 12    |
| 24    | 20 a 24 | 12    |
| 24    | 15 a 19 | 24    |
| 16    | 10 a 14 | 12    |
| 24    | 5 a 9   | 12    |
| 24    | 0 a 4   | 20    |

## Economia
El 2007 la població en edat de treballar era de 356 persones, 276 eren actives i 80 eren inactives. De les 276 persones actives 263 estaven ocupades (147 homes i 116 dones) i 13 estaven aturades (4 homes i 9 dones). De les 80 persones inactives 38 estaven jubilades, 27 estaven estudiant i 15 estaven classificades com a «altres inactius».

### Ingressos
El 2009 a Bians-les-Usiers hi havia 229 unitats fiscals que integraven 574,5 persones, la mediana anual d'ingressos fiscals per persona era de 17.631 €.

### Activitats econòmiques
Dels 28 establiments que hi havia el 2007, 2 eren d'empreses extractives, 2 d'empreses alimentàries, 4 d'empreses de fabricació d'altres productes industrials, 1 d'una empresa de construcció, 6 d'empreses de comerç i reparació d'automòbils, 3 d'empreses de transport, 1 d'una empresa d'informació i comunicació, 2 d'empreses financeres, 2 d'empreses immobiliàries, 1 d'una empresa de serveis, 3 d'entitats de l'administració pública i 1 d'una empresa classificada com a «altres activitats de serveis».
Dels 5 establiments de servei als particulars que hi havia el 2009, 2 eren tallers de reparació d'automòbils i de material agrícola, 1 guixaire pintor, 1 perruqueria i 1 agència immobiliària.
L'únic establiment comercial que hi havia el 2009 era una carnisseria.
L'any 2000 a Bians-les-Usiers hi havia 17 explotacions agrícoles que ocupaven un total de 952 hectàrees.

## Equipaments sanitaris i escolars
El 2009 hi havia una escola elemental integrada dins d'un grup escolar amb les comunes properes formant una escola dispersa.

## Poblacions més properes
El següent diagrama mostra les poblacions més properes.